# 癢癢鼠與抓抓貓
《癢癢鼠與抓抓貓》（The Itchy & Scratchy Show）美國極受歡迎卡通影集中出現的虛構節目，是《The krusty the clown show》裡的動畫短片（就像以前是Tracey Ullman show裡的節目一樣），也是霸子和花枝最喜歡的卡通系列。
《癢癢鼠與抓抓貓》是对《湯姆與傑利》的戲謔（在70年代，美國不少家庭曾反映說貓和老鼠太過暴力），是一部極度暴力的黑色幽默卡通，和《猫和老鼠》一样，抓抓貓永遠鬥不過癢癢鼠，而且幾乎每一个情节发展到最后抓抓貓都会血肉横飞，如从高空落在网子上，却被网绳切成无数网眼大小的块，抓抓貓愚蠢而血腥的死法總是逗得辛普森兄妹哈哈大笑。不過在Tracey Ullman show時期的辛普森短片中，癢癢鼠與抓抓貓還沒有現在這麼血腥，而是和貓和老鼠一樣暴力而不血腥，動畫風格也更像貓和老鼠那樣富有“橡皮感”。在辛普森家庭中還出現仿迪士尼的癢癢鼠與抓抓貓黑白電影和遊樂園。
本片在中國大陸於2013年7月星空衛視播出時與俄羅斯一樣被刪剪。